# Бучинский, Владимир Степанович
Владимир Степанович Бучинский (укр. Володимир Степанович Бучинський; род. 22 августа 1935 год) — мастер вагонного депо Клепаров Львовской железной дороги, гор. Львов, Украинская ССР. Герой Социалистического Труда (1966).

## Биография
С 1950 по 1952 года учился в Львовском железнодорожном училище № 1, получил специальность слесаря по ремонту подвижного состава и автотормозов. В 1952—1954 годах — слесарь вагонного депо станции Клепаров Львовской железной дороги Львовской области. Затем служил в Советской армии. После военной службы продолжил трудиться на станции Клепаров.
С конца 1950-х годов — осмотрщик вагонов, старший осмотрщик вагонов, мастер, старший сменный мастер пункта технического осмотра, старший мастер вагонного депо станции Клепаров Львовской железной дороги Львовской области. В 1960 году вступил в КПСС.
Окончил заочное отделение Черновицкого техникума железнодорожного транспорта.
Указом Президиума Верховного Совета СССР от 4 августа 1966 года «за выдающиеся успехи, достигнутые в выполнении заданий семилетнего плана, внедрение рационализаторских методов в комплектовании тяжеловесных поездов и организации грузовых перевозок» удостоен звания Героя Социалистического Труда с вручением ордена Ленина и золотой медали «Серп и Молот».
Звания Героя Социалистического труда в 1959 году также был удостоен начальник станции Клепаров Иван Петрович Братчин.
Избирался депутатом Львовского областного Совета народных депутатов 11 — 17 созывов (1967—1982).
После выхода на пенсию проживал во Львове.